# Uadane (Líbia)
Uadane (em árabe: وادان; romaniz.: Uadan) é uma cidade-oásis da Líbia, situada no distrito de Jufra, em Fezã.

## Agricultura
Uadane, como oásis, é utilizado como zona de cultivo em meio ao deserto que a circunda. Cultiva-se tâmaras, sobretudo dos tipos Berni, Bestiane, Halima, Catari, Deglete Líbia, Onglaíbe, Soqueri e Tasferite.